# 世間に飛び出せ!! バナナ藩
『世間に飛び出せ!! バナナ藩』（せけんにとびだせ!! バナナはん）は、2012年4月5日から9月27日までテレビ朝日系列で放送されていたバラエティ番組である。

## 概要
- 2011年12月30日、2012年3月16日に特別番組を放送し、好評を得たのでレギュラー化が決まった。

## 内容
- バナナマンが設立した架空の藩「バナナ藩」の中で、人気芸人らが、家臣となり話題のスポットを2人にプレゼンし殿の日村が、その中から行ってみたい場所を1つ選び行く事ができる。選ばれなかったら家臣が代理で訪れる。

## 出演

### 殿
- 日村勇紀（バナナマン）

### 家老
- 設楽統（バナナマン）

### 主な家臣
- オードリー
- 狩野英孝
- サバンナ
- バカリズム
- ハライチ
- 柳原可奈子
- 平成ノブシコブシ
- サンドウィッチマン

## ネット局と放送時間

### スペシャル版
| 放送対象地域   | 放送局                   | 系列           | 放送日時                     | 遅れ日数   |
| -------------- | ------------------------ | -------------- | ---------------------------- | ---------- |
| 関東広域圏     | テレビ朝日（EX）         | テレビ朝日系列 | 2011年12月30日 23:20 - 24:20 | 制作局     |
| 北海道         | 北海道テレビ（HTB）      | テレビ朝日系列 | 2011年12月30日 23:20 - 24:20 | 同時ネット |
| 青森県         | 青森朝日放送（ABA）      | テレビ朝日系列 | 2011年12月30日 23:20 - 24:20 | 同時ネット |
| 岩手県         | 岩手朝日テレビ（IAT）    | テレビ朝日系列 | 2011年12月30日 23:20 - 24:20 | 同時ネット |
| 秋田県         | 秋田朝日放送（AAB）      | テレビ朝日系列 | 2011年12月30日 23:20 - 24:20 | 同時ネット |
| 山形県         | 山形テレビ（YTS）        | テレビ朝日系列 | 2011年12月30日 23:20 - 24:20 | 同時ネット |
| 福島県         | 福島放送（KFB）          | テレビ朝日系列 | 2011年12月30日 23:20 - 24:20 | 同時ネット |
| 新潟県         | 新潟テレビ21（UX）       | テレビ朝日系列 | 2011年12月30日 23:20 - 24:20 | 同時ネット |
| 長野県         | 長野朝日放送（abn）      | テレビ朝日系列 | 2011年12月30日 23:20 - 24:20 | 同時ネット |
| 静岡県         | 静岡朝日テレビ（SATV）   | テレビ朝日系列 | 2011年12月30日 23:20 - 24:20 | 同時ネット |
| 石川県         | 北陸朝日放送（HAB）      | テレビ朝日系列 | 2011年12月30日 23:20 - 24:20 | 同時ネット |
| 中京広域圏     | メ〜テレ（NBN）          | テレビ朝日系列 | 2011年12月30日 23:20 - 24:20 | 同時ネット |
| 広島県         | 広島ホームテレビ（HOME） | テレビ朝日系列 | 2011年12月30日 23:20 - 24:20 | 同時ネット |
| 山口県         | 山口朝日放送（yab）      | テレビ朝日系列 | 2011年12月30日 23:20 - 24:20 | 同時ネット |
| 香川県・岡山県 | 瀬戸内海放送（KSB）      | テレビ朝日系列 | 2011年12月30日 23:20 - 24:20 | 同時ネット |
| 愛媛県         | 愛媛朝日テレビ（eat）    | テレビ朝日系列 | 2011年12月30日 23:20 - 24:20 | 同時ネット |
| 福岡県         | 九州朝日放送（KBC）      | テレビ朝日系列 | 2011年12月30日 23:20 - 24:20 | 同時ネット |
| 長崎県         | 長崎文化放送（NCC）      | テレビ朝日系列 | 2011年12月30日 23:20 - 24:20 | 同時ネット |
| 熊本県         | 熊本朝日放送（KAB）      | テレビ朝日系列 | 2011年12月30日 23:20 - 24:20 | 同時ネット |
| 鹿児島県       | 鹿児島放送（KKB）        | テレビ朝日系列 | 2011年12月30日 23:20 - 24:20 | 同時ネット |
| 沖縄県         | 琉球朝日放送（QAB）      | テレビ朝日系列 | 2011年12月30日 23:20 - 24:20 | 同時ネット |

### スペシャル版2
| 放送対象地域   | 放送局                   | 系列           | 放送日時                    | 遅れ日数     |
| -------------- | ------------------------ | -------------- | --------------------------- | ------------ |
| 関東広域圏     | テレビ朝日（EX）         | テレビ朝日系列 | 2012年3月16日 23:15 - 24:15 | 制作局       |
| 北海道         | 北海道テレビ（HTB）      | テレビ朝日系列 | 2012年3月16日 23:15 - 24:15 | 同時ネット   |
| 青森県         | 青森朝日放送（ABA）      | テレビ朝日系列 | 2012年3月16日 23:15 - 24:15 | 同時ネット   |
| 岩手県         | 岩手朝日テレビ（IAT）    | テレビ朝日系列 | 2012年3月16日 23:15 - 24:15 | 同時ネット   |
| 宮城県         | 東日本放送（KHB）        | テレビ朝日系列 | 2012年3月16日 23:15 - 24:15 | 同時ネット   |
| 秋田県         | 秋田朝日放送（AAB）      | テレビ朝日系列 | 2012年3月16日 23:15 - 24:15 | 同時ネット   |
| 山形県         | 山形テレビ（YTS）        | テレビ朝日系列 | 2012年3月16日 23:15 - 24:15 | 同時ネット   |
| 新潟県         | 新潟テレビ21（UX）       | テレビ朝日系列 | 2012年3月16日 23:15 - 24:15 | 同時ネット   |
| 長野県         | 長野朝日放送（abn）      | テレビ朝日系列 | 2012年3月16日 23:15 - 24:15 | 同時ネット   |
| 石川県         | 北陸朝日放送（HAB）      | テレビ朝日系列 | 2012年3月16日 23:15 - 24:15 | 同時ネット   |
| 中京広域圏     | メ〜テレ（NBN）          | テレビ朝日系列 | 2012年3月16日 23:15 - 24:15 | 同時ネット   |
| 広島県         | 広島ホームテレビ（HOME） | テレビ朝日系列 | 2012年3月16日 23:15 - 24:15 | 同時ネット   |
| 山口県         | 山口朝日放送（yab）      | テレビ朝日系列 | 2012年3月16日 23:15 - 24:15 | 同時ネット   |
| 香川県・岡山県 | 瀬戸内海放送（KSB）      | テレビ朝日系列 | 2012年3月16日 23:15 - 24:15 | 同時ネット   |
| 愛媛県         | 愛媛朝日テレビ（eat）    | テレビ朝日系列 | 2012年3月16日 23:15 - 24:15 | 同時ネット   |
| 福岡県         | 九州朝日放送（KBC）      | テレビ朝日系列 | 2012年3月16日 23:15 - 24:15 | 同時ネット   |
| 長崎県         | 長崎文化放送（NCC）      | テレビ朝日系列 | 2012年3月16日 23:15 - 24:15 | 同時ネット   |
| 熊本県         | 熊本朝日放送（KAB）      | テレビ朝日系列 | 2012年3月16日 23:15 - 24:15 | 同時ネット   |
| 大分県         | 大分朝日放送（OAB）      | テレビ朝日系列 | 2012年3月16日 23:15 - 24:15 | 同時ネット   |
| 鹿児島県       | 鹿児島放送（KKB）        | テレビ朝日系列 | 2012年3月16日 23:15 - 24:15 | 同時ネット   |
| 沖縄県         | 琉球朝日放送（QAB）      | テレビ朝日系列 | 2012年3月16日 23:15 - 24:15 | 同時ネット   |
| 静岡県         | 静岡朝日テレビ（SATV）   | テレビ朝日系列 | 2012年3月16日 23:45 - 24:45 | 同日30分遅れ |
| 福島県         | 福島放送（KFB）          | テレビ朝日系列 | 2012年4月11日 24:20 - 25:20 | 26日遅れ     |

### レギュラー版
| 放送対象地域   | 放送局                  | 系列           | 放送日時          | 放送開始日    | 遅れ日数 |
| -------------- | ----------------------- | -------------- | ----------------- | ------------- | -------- |
| 関東広域圏     | テレビ朝日（EX）        | テレビ朝日系列 | 木曜25:51 - 26:21 | 2012年4月5日  | 制作局   |
| 香川県・岡山県 | 瀬戸内海放送 （KSB）    | テレビ朝日系列 | 木曜24:20 - 24:50 | 2012年4月12日 | 7日遅れ  |
| 福島県         | 福島放送 （KFB）        | テレビ朝日系列 | 水曜24:20 - 24:50 | 2012年4月18日 | 13日遅れ |
| 福岡県         | 九州朝日放送 （KBC）    | テレビ朝日系列 | 水曜25:20 - 25:50 | 2012年4月18日 | 13日遅れ |
| 静岡県         | 静岡朝日テレビ （SATV） | テレビ朝日系列 | 木曜24:50 - 25:20 | 2012年4月19日 | 14日遅れ |
| 山口県         | 山口朝日放送 （yab）    | テレビ朝日系列 | 木曜25:15 - 25:45 | 2012年4月19日 | 14日遅れ |
| 大分県         | 大分朝日放送 （OAB）    | テレビ朝日系列 | 日曜26:05 - 26:35 | 2012年4月29日 | 24日遅れ |

## スタッフ
2回目より
- ナレーター：佐藤賢治、一龍斎貞友、山崎岳彦
- 構成：北本かつら、安達××
- TD：門倉秀樹（スウィッシュジャパン）
- カメラ：羽鳥慎一郎、小林孝至（1回目担当したのち、レギュラー版も担当）（スウィッシュジャパン）
- VE：武藤康広、横川友之（スウィッシュジャパン）
- 音声：後藤龍幸、田原裕太（スウィッシュジャパン）
- 照明：江口義信（共立）
- 美術：井磧伸介（テレビ朝日クリエイト、1回目はデザイン担当）
- デザイン：小林千映（テレビ朝日クリエイト）
- 美術進行：清水基恵（テレビ朝日クリエイト）
- 大道具：三宅紀之、畠山豊（俳優座劇場）
- 小道具：江口義信（テレフィット）
- 装置：渡部修綱（俳優座劇場）
- 特効：釜田智志、大野晃一（東京特殊効果）
- 衣裳：片瀬美穂（東京衣裳）
- 結髪：平野勝由（川口カツラ店）
- メイク：萩山夏海、水上摂子（川口カツラ店）
- CG：福田隆之
- モニター：石井智之（テレビ朝日サービス）
- 編成：高橋正輝
- 宣伝：高橋夏子
- TK：草野麻里
- 音効：太田光則
- 編集：池田聖司、小野貴志、村上朗仁（IMAGICA）
- MA：三井慎介（IMAGICA）
- 協力：アフロ、東京オフラインセンター
- デスク：原利加子
- AD：平賀知博、張瑋容
- ディレクター：大野剛史、鈴木章浩、内田雅行、細川大輔
- チーフディレクター：松木大輔
- プロデューサー：松野良紀、藤原克哉
- ゼネラルプロデューサー：藤井智久
- 製作著作：テレビ朝日

### 過去のスタッフ(1回目のみ担当)
- ナレーター：都さゆり
- VE：粕谷弘樹
- 音声：目野智子
- デザイン：浜本恭平
- 大道具：濱瀬大輔
- 小道具：東克典
- メイク：杉尾智子
- TK：吉条雅美
- 音効：加藤つよし
- 編集：上本学
- デスク：中川千波
- AP：山北剛士
- ディレクター：広瀬陽一、中西正太、土井功輔
- チーフディレクター：藤本達也
- プロデューサー：鈴木忠親